# M. Hoke Smith

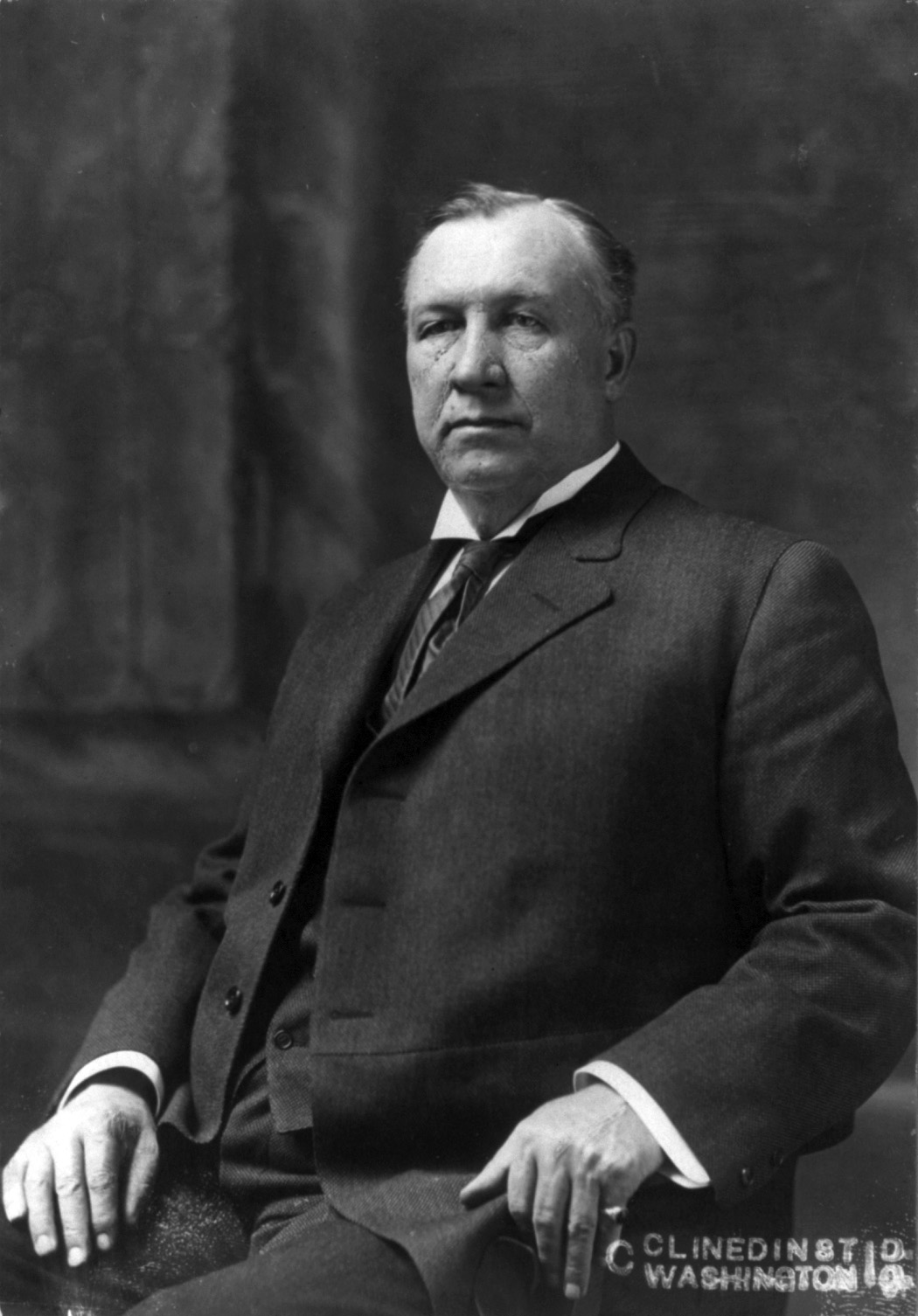
Michael Hoke Smith

Michael Hoke Smith (* 2. September 1855 in Newton, Catawba County, North Carolina; † 27. November 1931) war ein US-amerikanischer Politiker, Innenminister der Vereinigten Staaten von 1907 bis 1911 zweimal Gouverneur von Georgia.

## Jugend und politischer Aufstieg
Der junge Hoke (so sein Rufname) wurde hauptsächlich von seinem Vater, einem Universitätsprofessor an der University of North Carolina, erzogen. Smith bestand 1873 die Aufnahmeprüfung der Anwaltskammer und wurde als Rechtsanwalt zugelassen. Im gleichen Jahr eröffnete er in Atlanta, Georgia, eine Anwaltskanzlei. Er spezialisierte sich auf Schadensersatzklagen für verletzte Eisenbahnarbeiter und Passagiere. Bald erwarb sich seine Kanzlei einen guten Ruf in ganz Georgia. Ab 1882 beteiligte er auch seinen Bruder Burton an der Kanzlei. Die folgenden zehn Jahre arbeiteten die beiden Brüder erfolgreich zusammen. Seit den 1880er Jahren war Hoke im Schulausschuss von Atlanta, dessen Präsident er von 1896 bis 1907 werden sollte. 1887 erwarb er das Atlanta Journal und wurde somit auch Zeitungsverleger. Während des Präsidentschaftswahlkampfs 1892 nutzte Smith seine Zeitung, um den demokratischen Kandidaten Grover Cleveland zu unterstützen. Nach dessen Wahlsieg wurde Smith mit dem Posten des US-Innenministers belohnt.

## Innenminister unter Präsident Cleveland
Zwischen dem 6. März 1893 und dem 1. September 1896 war Smith als Innenminister im Kabinett von Präsident Cleveland. Schwerpunkte seiner Arbeit waren die Überprüfung der Landzuweisungen an die Eisenbahnen, eine Reform des Büros für Indianerangelegenheiten und eine Verbesserung der wirtschaftlichen Entwicklung im Süden des Landes. Im September 1896 trat er von seinem Amt zurück, weil er im Hinblick auf die nächsten Wahlen in ein Dilemma geraten war: Er stand zwar hinter dem demokratischen Kandidaten William Jennings Bryan, befürwortete aber nicht das Wahlprogramm der Partei.

## Vom Innenminister zum Gouverneur von Georgia
In den Präsidentschaftswahlen setzte sich Smith für Bryan und Thomas E. Watson, der in Georgia dessen Kandidat für die Vizepräsidentschaft war, ein. Die allgemeine Stimmung im Land war mehrheitlich gegen das Duo Bryan/Watson. Folglich verloren diese die Wahlen und der Republikaner William McKinley wurde zum Präsidenten gewählt. Smith widmete sich wieder seiner Anwaltskanzlei in Atlanta. Politisch war er nach wie vor mit Thomas Watson verbündet, der ihm 1907 bei der Wahl zum Gouverneur von Georgia entscheidend unterstützte. Allerdings musste er sich diese Unterstützung auf Kosten der schwarzen Bevölkerung erkaufen, indem er, um Watson gefällig zu sein, das Wahlrecht der Schwarzen diskreditierte. Als Gouverneur trat er für eine Eisenbahnreform ein und überwarf sich dabei mit dem bisherigen Eisenbahnbeauftragten Joseph M. Brown, den er aus seinem Amt entließ. Zwischenzeitlich hatte Smith die Unterstützung von Watson verloren, was bei der nächsten Wahl zu seiner Niederlage gegen seinen Konkurrenten Brown führte.

## Die Fehde mit Joseph Brown
In den folgenden Jahren führten Brown und Smith eine Dauerfehde. Von 1909 bis 1911 blieb Brown Gouverneur. 1910 konnte sich Smith in den parteiinternen Vorwahlen durchsetzen und Brown ablösen. Kurz nach seinem Amtsantritt 1911 wurde Smith jedoch zum US-Senator als Nachfolger des verstorbenen Alexander S. Clay gewählt. Die Fehde mit Brown setzte er aber fort. Brown war 1912–13 nochmals zum Gouverneur gewählt worden. 1914 kandidierte er gegen Smith um dessen Sitz im Senat. Nach seiner Niederlage gab Brown dann auf und bewarb sich nie wieder um ein öffentliches Amt.

## Lebensende und Tod
Smith blieb bis 1921 als Senator im US-Kongress. Nach seiner Abwahl praktizierte er wieder als Anwalt sowohl in Washington als auch in Atlanta. Er starb 1931 als letztes Mitglied von Clevelands Kabinett.
Smith war seit 1883 mit Marion Cobb, der Tochter eines Südstaatengenerals, verheiratet. Das Paar hatte fünf Kinder. Nach dem Tod seiner Frau im Jahr 1919 heiratete er 1924 Mazie Crawford.